# Bartnik Postępowy
Bartnik Postępowy – polskie czasopismo pszczelarsko-ogrodnicze, wydawane w latach 1875–1939 we Lwowie. Przez większość czasu było miesięcznikiem.
Pierwszym redaktorem naczelnym pisma był Teofil Ciesielski, od 1921 następnie Leonard Weber.